# Patrick Annesley
Patrick Annesley (12. srpna 1924 – 2. února 2001) byl anglo-irský voják a 10. hrabě Annesley.

## Život
Narodil se 12. srpna 1924 jako syn Roberta Annesleye, 9. hraběte Annesley a jeho manželky Nory Harrison. Vzdělával se na Strode's College.
Ve službách Royal Navy získal hodnost důstojníka. Dne 21. června 1947 se oženil s Catherine Burgess, s dcerou Johna Burgesse. Spolu měli čtyři děti:
- Lady Jane Margaret Annesley (nar. 15. června 1948)
- Lady Nora Kathleen Annesley (nar. 27. března 1950)
- Lady Patricia Catherine Annesley (nar. 30. prosince 1952)
- Lady Frances Elizabeth Annesley (nar. 27. července 1957)

Dne 21. února 1979 po smrti svého otce zdědil titul hrabě Annesley.
Zemřel 2. února 2001.